# Саттаров, Закирджан
Закирджан Саттаров — советский узбекский хозяйственный, государственный и политический деятель.

## Биография
Член КПСС.
С 1939 года — на хозяйственной, общественной и политической работе. В 1939—1952 годы — начальник строительства ирригационных сооружений Наманганской области, председатель Организационного комитета Президиума Верховного Совета Узбекской ССР по Наманганской области, председатель Исполнительного комитета Наманганского областного Совета, первый секретарь Уч-Курганского райкома КП(б) Узбекистана, партийный работник Узбекской ССР.
Избирался депутатом Верховного Совета Узбекской ССР 2-го созыва.
Умер после 1952 года.